# لان چینی جونیور

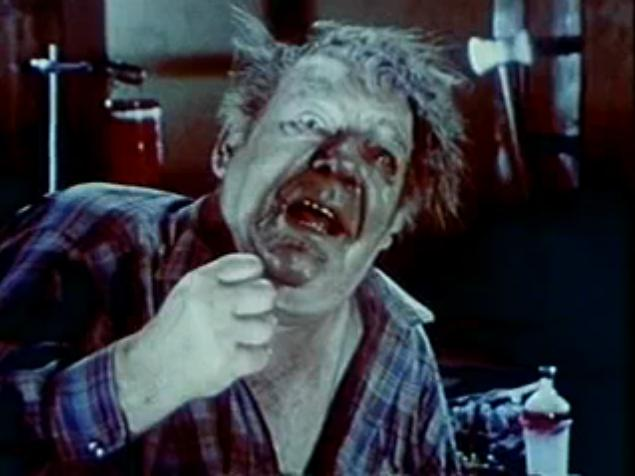

لان چِینی جونیور (انگلیسی: Lon Chaney Jr.؛ ۱۰ فوریهٔ ۱۹۰۶ – ۱۲ ژوئیهٔ ۱۹۷۳) بازیگر اهل ایالات متحده آمریکا بود. وی بین سال‌های ۱۹۳۱ تا ۱۹۷۱ میلادی فعالیت می‌کرد.
او فرزند هنرپیشهٔ برجستهٔ فیلم‌های ترسناک در دوران صامت، لان چینی است.

## گزیده فیلمشناسی
از فیلم‌ها یا برنامه‌های تلویزیونی که وی در آن نقش داشته‌است می‌توان به آثار زیر اشاره کرد.
- دام (فیلم ۱۹۲۲) (۱۹۲۲)
- مرغ بهشت (فیلم ۱۹۳۲) (۱۹۳۲)
- گروه رگتایم الکساندر (۱۹۳۸)
- جسی جیمز (فیلم ۱۹۳۹) (۱۹۳۹)
- اتحادیه اقیانوس آرام (۱۹۳۹)
- موش‌ها و آدم‌ها (۱۹۳۹)
- مرد گرگ‌نما (۱۹۴۱)
- هیولای فرانکنشتاین (۱۹۴۲)
- تماس با دکتر دث (۱۹۴۳)
- زن عجیب و غریب (۱۹۴۴)
- روح مومیایی (۱۹۴۴)
- چشمان مرد مرده (۱۹۴۴)
- خانه فرانکشتاین (۱۹۴۴)
- دانشکده (فیلم ۱۹۴۵) (۱۹۴۵)
- روح یخ‌زده (۱۹۴۵)
- اعتراف عجیب (۱۹۴۵)
- خانه دراکولا (۱۹۴۵)
- بالش مرگ (۱۹۴۵)
- البوکرکی (فیلم) (۱۹۴۸)
- ابوت و کاستلو با فرانکنشتاین ملاقات می‌کنند (۱۹۴۸)
- فقط یک دلاور (فیلم ۱۹۵۱) (۱۹۵۱)
- نیمروز (۱۹۵۲)
- قلعه سیاه (۱۹۵۲)
- پسری از اکلاهما (۱۹۵۴)
- خانه بزرگ آمریکایی (۱۹۵۵)
- مبارز سرخ‌پوست (۱۹۵۵)
- یاران (۱۹۵۶)
- سایکلاپس (فیلم) (۱۹۵۷)
- ستیزه‌جویان (۱۹۵۸)
- قصر ارواح (۱۹۶۳)
- افسونگری (فیلم ۱۹۶۴) (۱۹۶۴)
- جانی رنو (۱۹۶۶)
- به عصر سختی‌ها خوش آمدید (فیلم) (۱۹۶۷)
- عاشقتم لوسی (مجموعه تلویزیونی) (۱۹۵۱)
- دارای اسلحه - آماده سفر (۱۹۵۹ و ۱۹۶۳)
- جانی رینگو (مجموعه تلویزیونی) (۱۹۶۰)
- مانکیز (مجموعه تلویزیونی) (۱۹۶۶)